# Charaxes mawamba
Charaxes mawamba är en fjärilsart som beskrevs av Karl Grünberg 1912. Charaxes mawamba ingår i släktet Charaxes och familjen praktfjärilar. Inga underarter finns listade i Catalogue of Life.